# Kornglansbåge
Kornglansbåge (Oxypolella bergendali) är en djurart som tillhör fylumet slemmaskar, och som beskrevs av Cantell 1972. Enligt Catalogue of Life ingår Kornglansbåge i släktet Oxypolella och familjen Cerebratulidae, men enligt Dyntaxa är tillhörigheten istället släktet Oxypolella, och ordningen Heteronemertea. Det är osäkert om arten förekommer i Sverige. Inga underarter finns listade i Catalogue of Life.